# Невероятното пътуване
„Невероятното пътуване“ (на английски: The Incredible Journey) е приключенски филм от 1963 г. на режисьора Флечър Маркъл и е продуциран от „Уолт Дисни Продъкшънс“. Базиран на едноименния роман, написан от Шийла Бърнфорд, във филма участват Емил Генест, Джон Дрейни, Томи Туийд и Сандра Скот, а разказвач е Рекс Алън.
Пуснат на 20 ноември 1963 г. от Уолт Дисни Продъкшънс, филмът печели 4.2 млн. долара. Той е последният филм на дългогодишния композитор на Дисни Оливър Уолъс, който почина два месеца преди премиерата му.